# 坎伯·摩根
坎伯·摩根博士（George Campbell Morgan，1863年12月9日—1945年5月16日）是一位英国福音派布道家、杰出的圣经学者，曾长期担任伦敦威斯敏斯特礼拜堂牧师（1904年-1919，1933-1943）。坎伯摩根也因其卓越的解經，而被譽為「解經王子」，許多人甚至從摩根身上得到許多幫助，例如佈道家慕迪、孫德福博士、鐘馬田、史百克等。摩根留下的六十卷解經書，更使後人得著許多屬靈幫助。摩根能成為「解經王子」成功的秘訣除了有敬虔的屬靈生活外，就在於他殷勤用功了。他說：「聖經從來不向懶惰的人說話，在一切文學作品中，沒有一樣比聖經更要求人努力運用。」。

## 生平
摩根出生在英格兰泰特伯里的一个农场。他的父亲乔治·摩根是威尔士人，曾是严格的普利茅斯弟兄会成员，后来成为浸信会牧师。他年幼时体弱多病，不能上学，在家接受辅导。在他十岁时，德怀特·莱曼·穆迪第一次来到英格兰，穆迪的职事，加上摩根父母的奉献精神，给年轻的摩根留下了深刻的印象，他在13岁时就第一次讲道。两年后，他在星期日和节假日在乡村礼拜堂定期讲道。
1883年，他在伯明翰任教。1886年，23岁时，他离开教学岗位，献身于传道和解经。1890年他成为公理会牧师。他没有接受过正规的神学训练，但是他投身于圣经研究，使其成为当时最优秀的圣经教师。他作为布道家和解经家的声誉传遍了英国，并扩展到美国。 
1896年，穆迪邀请他为慕迪圣经学院的学生讲课。这是他54次越过大西洋布道的第一次。1899年穆迪去世后摩根担任诺斯菲尔德圣经大会主席。1902年获得芝加哥神学院神学博士学位。1904年返回英国，担任伦敦威斯敏斯特礼拜堂牧师。其间曾担任剑桥切森特学院院长两年。他的讲道和每周星期五晚间查经班都有数千人参加。1910年，摩根的文章《道成肉身的目的》刊载在The Fundamentals第一册，该书被广泛认为是现代基要主义运动的基础。他在1919年离开威斯敏斯特礼拜堂，一度回到美国，进行巡回布道14年之久。1933年他又回到英国，再度担任威斯敏斯特礼拜堂牧师，直到1943年退休。1939年他引进钟马田到威斯敏斯特礼拜堂分享讲坛，并成为他的继任者。司布真等伟大的布道家都是摩根的朋友。
摩根于1945年5月16日去世，享年81岁。
預備時期（1886－1893）
摩根二十三歲至三十歲為他的預備期，他先後至三所教會牧會，第一所在救世軍（1886－1887）；第二所是史東公理會（the Congregational Church at Stone, 1889-1891）；第三所是魯吉利教會（Rugeley 1891－1893）。
擴大時期（1893－1901）
接下來的四年，摩根在伯明罕的威斯敏斯特路公理會（the Westminster Road Congregational Church at Birmingham, 1893-1897）；後四年則在倫敦託林敦公園紐寇特教會（New Court Church, Tollington Park, 1897-1901）牧會。摩根也在當地建造信徒的靈命，尤其是周三在威斯敏斯特路教會開設的「週間聖經學校」，藉由系統化的查經，復興了眾多基督徒的靈命。他的朋友慕迪甚至在聽了摩根的信息後，讚許說：「摩根曾被評為沒有講道能力，但在聽過信息後，我只能說，摩根真的完全被神的靈充滿。」因此，慕迪也邀請摩根每一年都至諾斯非特的夏令營聖經退修會講信息。
巔峰時期（1901－1933）
摩根在諾斯非特的夏令營聖經退修會服事了三年（1901－1904），他全職服事，並且深知神在他身上的心意，就是預備他服事眾教會，而非單獨一個教會，因此在其餘剩下時間之內，摩根也在北美各地巡迴講道，他的講道也漸漸受到歡迎。一九零一年，摩根全家移民美國；一九零二年，摩根的妻子甚至受到美國羅斯福總統親自召見。一九零四年，摩根全家又遷返英國倫敦，開始在倫敦白金漢門的威斯敏斯特教會服事了十三年。他所傳講的第一篇信息為：「我們傳講基督是主。」基督必須是教會生活和事奉的中心，一切事奉都必須為著主。也因此，摩根將威斯敏斯特教會的性質從社會服務轉為傳講神話語的教會。這段期間，威斯敏斯特教會在英國教會中占有極高的領導地位，也幫助摩根的奉獻。摩根除了在威斯敏斯特教會服事主日講台、週五晚間的聖經學校，同樣在青年及同工間也有很好的服事。除此之外，摩根也積極支持宣教工作，特別是南美洲地區以及中國內地會。一九一六年，摩根身體虛弱，已無法負擔威斯敏斯特教會的服事；因此於一九一七年，摩根向教會提出辭職。摩根服事的果效在於促成了六十年代美國福音派教會的復興，也使眾多信徒將信心扎根在聖經上。
晚年時期（1933－1945）
摩根與妻子於一九三三年返英退休，但卻還是在白金漢門威斯敏斯特教會服事了十年，他知道自己體力已虛弱，於是在一九三八年，邀請鍾馬田擔任副牧，並作為繼任人選。最後，於一九四五年，摩根走完人生道路，以八十二歲高齡安息主懷。摩根最後一篇講道以馬太福音二十八章20節為分享，他說因信而活，是跟隨主最深的盼望，作任何事情都需要成就主旨意，主就常與你們同在。

#### 批評
摩根的神學與錢財，常遭受批評。有人指責他揮霍無度了，因為當時英國傳道人往往捉襟見 肘，收支很難平衡，摩根卻是出入有汽車。但他為人慷慨，常常助人全家的生活。至於神學部分，對保守派的人來說太自由，對自由派的人來說又太保守了。摩根自認是基要福音派的傳道人， 他不喜歡打著任何宗派的旗幟，也從不加入任何神學陣線。